# Zandoerle
Zandoerle, in de volksmond Zandoers geheten, is een gehucht behorende tot de Nederlandse gemeente Veldhoven, gelegen in de Kempen.
In 1840 telde men er 232 inwoners en begin 2008 telde het gehucht nog slechts 120 inwoners.
Het is gelegen tussen de dorpen Oerle en Knegsel. Zandoerle werd gezien als een van de twee kernen in het dorp Oerle, waarbij de andere kern vaak als Kerkoerle wordt aangeduid, waardoor het eveneens gerekend wordt onder de streek Acht Zaligheden. Door zijn rijke verleden, karakteristieke plein en monumentale boerderijen is Zandoerle van grote cultuurhistorische waarde.

## Etymologie
De naam Oerle betekent "oud bos", afgeleid uit de begrippen Oer (=oud) en lo (=bos).
Het prefix Zand verwijst naar de schrale en onvruchtbare zandgronden rond het gehucht.

## Geschiedenis
De bij de naburige gehuchten Toterfout en Halfmijl gelegen prehistorische grafheuvels wijzen erop dat de omgeving van Zandoerle al zeer vroeg bewoond was.
In de Middeleeuwen genoot Oerle, en dus ook Zandoerle, de privileges van een zogenaamde vrijheid. Een vrijheid was een plaats waaraan de hertog bepaalde priviliges had verleend, zoals het recht om een markt te houden.
Een oorkonde waarin deze privileges aan Oerle werden toegekend is nooit gevonden. Wel is er een document van 8 maart 1355 getiteld Verbond van vereniging en vriendschap tussen de steden en vrijheden van het hertogdom Brabant. Dit document is bezegeld door vierenveertig steden en vrijheden, waaronder de vrijheid Zandoerle. Het Zandoerlese schepenzegel bevat het randschrift S(IGILLUM) COM(M)UNE LIBERTATIS D(E) SANDOERLE, ofwel Gemeenschappelijke zegel van de Vrijheid Zandoerle.
In Zandoerle was ook de schepenbank van Oerle gevestigd, die recht sprak over de omliggende dorpen Kerkoerle, Zonderwijk, Veldhoven, Meerveldhoven, Zeelst, Blaarthem, Vessem, Wintelre en Knegsel.
Deze schepenbank werd gesticht tussen 1311, het jaar waarin Oerle nog tot de schepenbank van Eersel behoorde, en 1339, het jaar waaruit de oudst bekende schepenakte van Oerle afkomstig is. De schepenbank bestond zoals gebruikelijk uit zeven schepenen, die aangesteld werden door een kwartierschout. De rechtspraak werd vaak uitgeoefend onder een lindeboom, ook wel bekend als gerechtslinde, op het marktplein van Zandoerle.
Rond 1560 werd de invloed van de schepenbank beperkt tot de dorpen Oerle en Meerveldhoven, wat tot gevolg had dat er minder vaak bestuurders bijeenkwamen.
Hierdoor ontstond een economische neergang in Zandoerle, die later werd versterkt door de Tachtigjarige Oorlog en de Spaanse Successieoorlog.
Regelmatig werden grote sommen geld opgeëist door rondtrekkende legers. Zo sloegen op 4 februari 1709 Brandenburgse soldaten hun kamp op bij Zandoerle.
Op 1 januari 1811 werd de schepenbank van Oerle opgeheven en werd Zandoerle ingedeeld bij de nieuwe gemeente Oerle. Deze gemeente ging uiteindelijk op 1 mei 1921 op in de huidige gemeente Veldhoven.
Pas aan het begin van de twintigste eeuw verbeterde de economische situatie. In 1901 werd er een coöperatieve boterfabriek in Zandoerle geopend, genaamd Vereniging de Lindebloem. Deze fabriek fuseerde in 1916 met nabij gelegen boterfabrieken tot de stoomzuivelfabriek Sint Jan in Oerle.
In 1931 besloot de Veldhovense gemeenteraad tot de aanleg van een klinkerweg tussen Zandoerle en Oerle, waardoor het gehucht aan een verharde weg kwam te liggen.

## Monumenten
De brink, het rechthoekige plein van Zandoerle, is beschermd dorpsgezicht. Rond dit met lindebomen beplante plein liggen zes langgevelboerderijen. Van oudsher diende dit plein als marktplaats. Vanaf 1977 tot ca. 2017 werd hier op het laatste weekend van juni de Sint-Jansmarkt gehouden.
De aan het plein gelegen Mariakapel is toegewijd aan Onze Lieve Vrouw van 't Zand. De kadastrale eigenaar van de kapel is de Roomsche Gemeente van Zandoerle. Kerkrechtelijk valt Zandoerle onder de Parochie Sint Jan de Doper Oerle, waardoor het parochiebestuur als wettelijke vertegenwoordiger kan optreden voor de katholieke gemeente van Zandoerle. Oorspronkelijk stond er in de 12de en 13de eeuw een houten kerk op het plein van Zandoerle. Omstreeks 1250 werd deze kerk vervangen door een kapel. Van 1672 tot 1798 was deze kapel in gebruik als schuurkerk. Hier werden de Rooms Katholieke diensten gehouden. In 1807 werd de huidige kapel in gebruik genomen. Sinds 1817 is het gebruikelijk om in de kapel de rozenkrans te bidden. Omstreeks 1960 is de kapel gerestaureerd.
Midden op het plein is een kanon uit de Tweede Wereldoorlog opgesteld. Dit Duitse antitankgeschut is van het type Panzer Abwehr Kanone (PAK) 40 en heeft een kaliber van 75 mm. Het werd door de Duitsers gebruikt om vanuit Wintelre in de richting van Oerle te schieten. In september 1944 werd het kanon door de geallieerden buitgemaakt en vervolgens werd het tijdens het bevrijdingsfeest van 13 mei 1945 op het plein van Zandoerle geplaatst. In 1971 werd het kanon gerestaureerd. In 2006 zou het kanon figureren in de film Zwartboek van regisseur Paul Verhoeven. Dit plan werd afgeblazen toen bleek dat het kanon in een te slechte conditie verkeerde. Daarop volgde in datzelfde jaar een nieuwe restauratie.
In Zandoerle bevindt zich ook de Dingbank, een langgevelboerderij en voormalige rechtbank uit circa 1600.

## Natuur en landschap
Ten oosten van Zandoerle liggen de Oerlese en Zandoerlese bossen.
Kenmerkend voor deze bossen zijn de talloze houtwallen, welke in de late middeleeuwen als afscheiding dienden tussen akkers.
Ten zuidwesten van Zandoerle ligt het bosgebied de Molenvelden.
De naam verwijst naar de voormalige korenmolen die zich hier bevond toen de omgeving nog uit open heide bestond.
Deze korenmolen, van het type standerdmolen, stond tussen 1360 en 1462 op de plek die heden wordt gemarkeerd door een grenskei.
Deze kei markeert een knik in de gemeentegrens tussen Veldhoven en Eersel en bevat de inscriptie Ter meulenpael van Sandtoers.
In 1462 werd de molen verplaatst naar een nabije locatie, die nu de Molenberg heet. Daar bleef hij tot 1914 staan.
De funderingsrestanten van de molen zijn hier nog terug te vinden.
In 1914 werd de molen verplaatst naar een terrein bij de Zandoerlese Weg, waar deze uiteindelijk in 1933 werd afgebroken.
Sinds 1990 is bij het bosgebied de Molenvelden een camping met diezelfde naam gevestigd.